# Questa nostra stupida canzone d'amore
Questa nostra stupida canzone d'amore è un singolo del gruppo musicale italiano Thegiornalisti, pubblicato il 21 marzo 2018 come primo  estratto dal quinto album in studio Love.
Il 23 marzo il brano è inoltre entrato in rotazione radiofonica, diventando uno dei più trasmessi dell'anno. Nel 2020 è stato incluso tra i 45 brani più belli della musica italiana all'interno dell'evento radiofonico I Love My Radio.

## Descrizione
Prodotto da Dardust e missato da Matteo Cantaluppi, il brano è una dichiarazione d'amore scritta dal frontman Tommaso Paradiso che racconta di un uomo in balia dei propri sentimenti e delle proprie fragilità.

## Video musicale
Il video, diretto da Antonio Usbergo e Niccolò Celaia (YouNuts!), ha visto la partecipazione dell'attore Alessandro Borghi, che interpreta un uomo al bancone di un bar che annega le proprie sofferenze d'amore nell'alcol, servito da un barman interpretato da Paradiso.

## Tracce
1. Questa nostra stupida canzone d'amore – 4:09

## Classifiche

### Classifiche settimanali
| Classifica (2018) | Posizione massima |
| ----------------- | ----------------- |
| Italia            | 5                 |

### Classifiche di fine anno
| Classifica (2018) | Posizione |
| ----------------- | --------- |
| Italia            | 16        |